# Корульська волость
Корульська волость — адміністративно-територіальна одиниця Ізюмського повіту Харківської губернії з центром у селі Корулька.
Станом на 1885 рік складалася з 8 поселень, 10 сільських громад. Населення — 3239 осіб (1658 чоловічої статі та 1581 — жіночої), 447 дворових господарств.
|                     | Площа, десятин | У тому числі орної, дес. |
| ------------------- | -------------- | ------------------------ |
| Сільських громад    | 2161           | 1984                     |
| Приватної власності | 11101          | 4867                     |
| Іншої власності     | 153            | 150                      |
| Загалом             | 13415          | 7001                     |

Основні поселення волості:
- Корулька — колишнє власницьке село при річці Корулька за 25 верст від повітового міста, 1173 осіб, 192 двори, православна церква, школа, винокурний завод.
- Пашкове (Богородаївське, Дмитрівка) — колишнє власницьке село при річці Корулька, 310 осіб, 50 дворів, православна церква.